# Kopanecké lúky

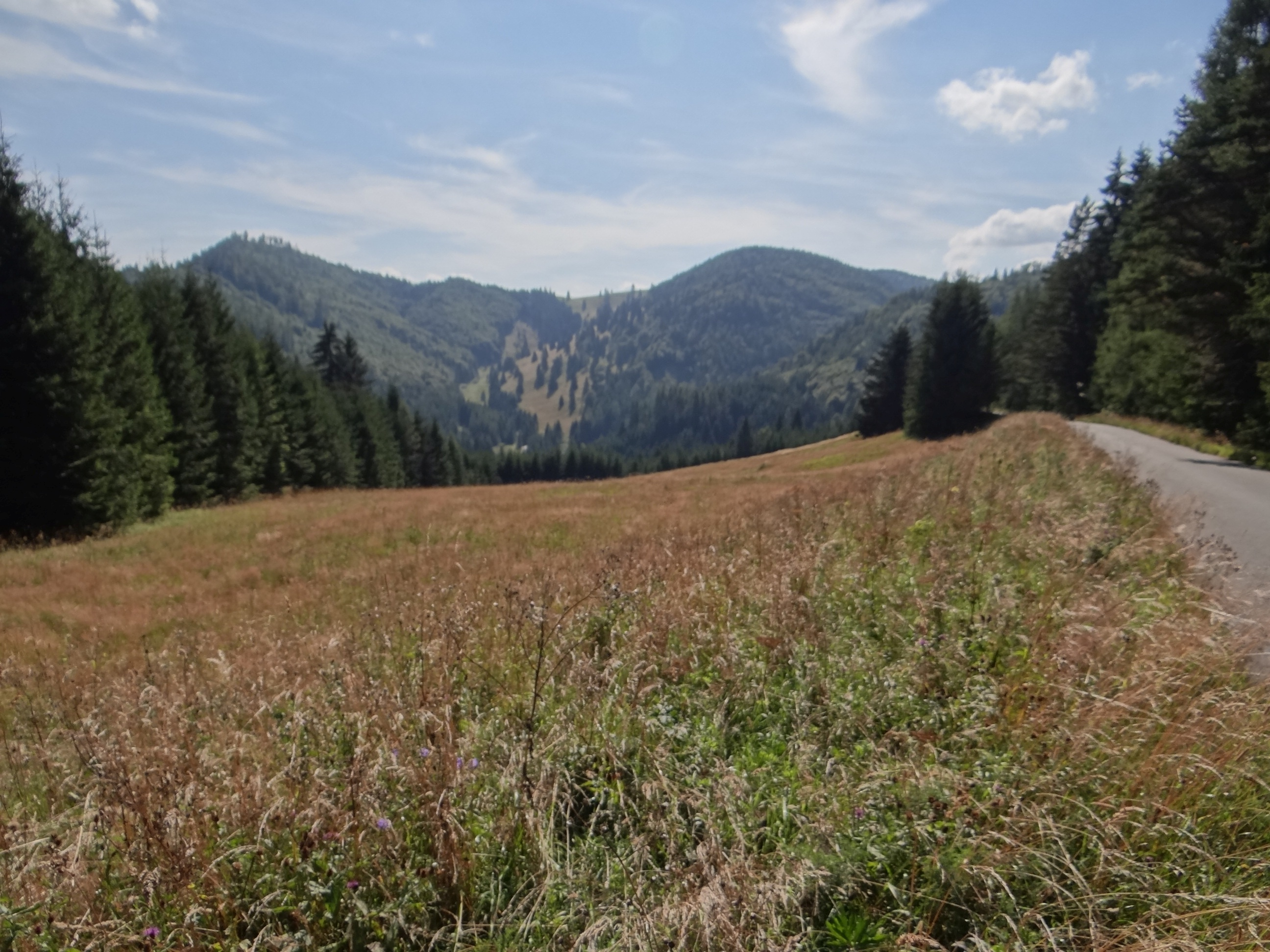
Kopanecké lúky, w głębi Kopa i Javorina

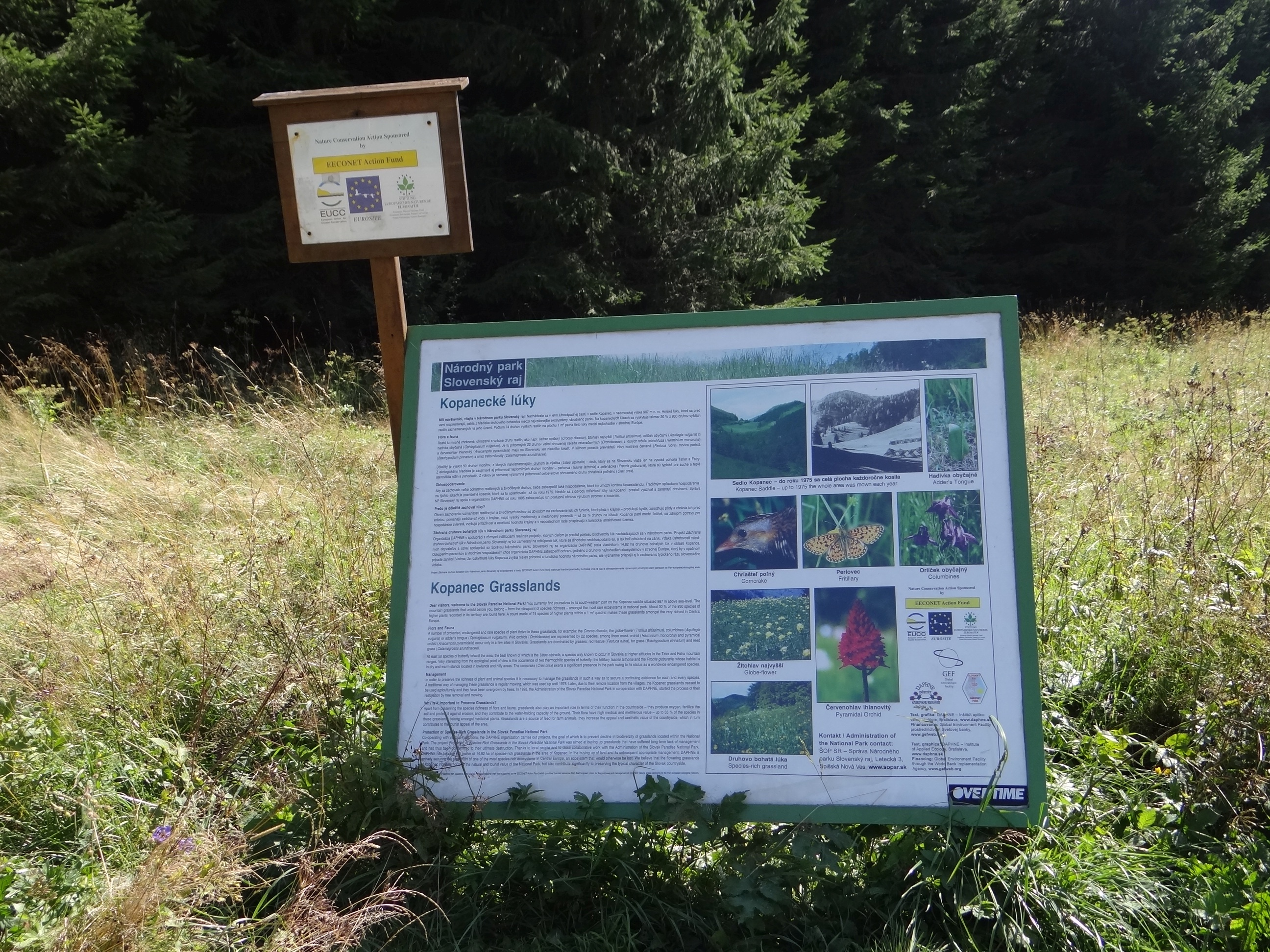
Tablica informacyjna

Kopanecké lúky – duży ciąg łąk w zachodniej części Słowackiego Raju. Znajdują się na stoku opadającym od przełęczy Kopanec (987 m) w południowo-zachodnim kierunku do doliny niewielkiego potoku uchodzącego do Hnilca, a następnie na przeciwległym stoku tego potoku, wznoszącym się na przełęcz między Kopą (1127 m) a Javoriną (1186 m). Ich obrzeżem prowadzi szosa łącząca miejscowości Hrabušice i Stratená (tzw. Kopanecká cesta). Przez  przełęcz Kopanec biegnie także szlak turystyki pieszej, jest tutaj wiata dla turystów i dydaktyczna tablica informacyjna ścieżki edukacyjnej. 
Kopanecké lúky charakteryzuje duża różnorodność biologiczna. Na stosunkowo niewielkiej ich powierzchni stwierdzono występowanie aż 30% z około 900 gatunków roślin wyższych występujących w Słowackim Raju. Wśród nich jest wiele gatunków roślin chronionych, m.in. są to: krokus spiski (Crocus scepusiensis), pełnik alpejski (Trollius alpinum), orlik pospolity (Aquilegia vulgaris), nasięźrzał pospolity (Ophioglossum vulgatum). Występują 22 gatunki storczyków, a wśród nich tak rzadkie, jak miodokwiat krzyżowy (Herminium monorchis) i koślaczek stożkowaty (Anacamptis pyramidalis). Wśród traw występuje m.in. kostrzewa czerwona (Festuca rubra), kłosownica pierzasta (Brachypodium pinnatum) i trzcinnik leśny (Calamagrostis arundinacea). Zaobserwowano około 50 gatunków motyli, a wśród nich tak rzadkich, jak Udea alpinalis i Issonia lathonica.
Liczne dawniej polany, łąki i pastwiska na stokach oraz płaskowyżach Słowackiego Raju stopniowo zarastają lasem, ich użytkowanie rolnicze stało się nieopłacalne, ponadto znajdują się one obecnie na obszarze Parku Narodowego Słowacki Raj. Tymczasem pełnią one bardzo ważną rolę w zachowaniu różnorodności ekologicznej. Aby zapobiec ich zarośnięciu lasem od 1975 r. Kopanecké lúky są  systematycznie koszone.
Szlaki turystyczne
  Podlesok – Hrabušická Píla – Horáreň Sokol – Štvrtocká píla – przełęcz Kopanec – Stratená (Krivian). Czas przejścia: 4 h